# C-PAP
CPAP, Continuous Positive Airway Pressure, er en procedure, hvor lufttrykket i lungerne øges under både inspiration (indånding) og ekspiration (udånding), således at mere ilt kan optages pr. vejrtrækning. Det er en forudsætning for CPAP at patienten selv kan trække vejret godt nok til at kunne medvirke til behandlingen, der ikke er smertefuld, men som for nogle kan stresse vejtrækningen ubehageligt.
CPAP bruges til behandling af flere forskellige tilstande og sygdomme, herunder til præmature børn, som ikke har udviklet lungerne tilstrækkeligt, eller til KOL-patienter med exacerbation (et anfald af vedvarende vejtrækningsbesvær og lufthunger).
| Fysiologi | Spire Denne artikel om fysiologi er en spire som bør udbygges. Du er velkommen til at hjælpe Wikipedia ved at udvide den. |